# Burrard Inlet
Burrard Inlet es un pequeño entrante o fiordo costero de Canadá localizado en el estrecho de Georgia, en el costa suroeste de la Columbia Británica. Alberga las comunidades de West Vancouver, y la ciudad y Distrito de North Vancouver. Está separado de la península de Burrard (sobre la cual se localiza la ciudad de Vancouver) al sur por medio de una ensenada. 

## Historia
Formado durante la última edad de hielo, el entrante ha estado habitado por grupos aborígenes durante miles de años. El primer explorador español en visitar la región fue el capitán Dionisio Alcalá Galiano, quien llamó a la ensenada Canal de Floridablanca, después de avistarla el 19 de junio de 1792. Unos pocos días después, la ensenada fue renombrada por el capitán británico George Vancouver en honor a su amigo Sir Harry Burrard-Neale, segundo barón de Burrard.
- Wikimedia Commons alberga una categoría multimedia sobre Burrard Inlet.

- Datos: Q388984
- Multimedia: Burrard Inlet / Q388984